# Deng Xiaoping
Acesta este un nume chinezesc; numele de familie este Deng.
Deng Xiaoping (în chineză: 邓小平, în pinyin: Dèng Xiǎopíng, ascultă pronunțiaⓘ, n. 22 august 1904, Guanganzhou⁠(d), Sichuan⁠(d), Dinastia Qing – d. 19 februarie 1997, Beijing, Republica Populară Chineză) a fost un lider al Partidului Comunist din China. Deși niciodată nu a avut titlul de șef de stat sau șef de guvern, Deng a fost liderul de facto al Republicii Populare Chineze de la sfârșitul anilor 1970 până la începutul anilor 1990. A fost fondatorul "socialismului cu caracteristici chinezești" și a reformei economice din China, cunoscută ca "economia de piața socialistă". Este creditat cu faptul că a adus China mai aproape de capitalism și a determinat creșterea foarte rapidă a economiei chineze timp de peste trei decenii.

## Viața
Fiul unui proprietar funciar, Deng s-a dus în 1919 împreună cu Ciu Enlai în Franța în cadrul programului „Mouvement Travail-Études”, unde a lucrat într-o fabrică de încălțăminte din Montargis și la Renault timp de cinci ani. În 1924  a devenit membru al unei celule a Partidului Comunist Chinez. La întoarcerea înspre China, a stat trei ani la Moscova. După ce s-a reîntors în China, a organizat un centru de pregătire profesională, o trupă militară formată din țărani și, în cele din urmă, „A Șaptea Armată Roșie”, în provincia Guangxi. A devenit comisar politic, a scos gazeta „Steaua Roșie” și a aderat de timpuriu la fracțiunea lui Mao din cadrul Partidului Comunist Chinez (PCC). În timpului Marșului cel Lung, l-a propus pe Mao, pentru postul de președinte al PCC. În 1952 a fost numit vicepremier, iar în 1956 secretar-general al PCC. În timpul Revoluției Culturale, Deng, acuzat că ar fi vrut să reintroducă sistemul capitalist în China, a fost una din victimele acesteia. A fost numit de către Gardiștii Roșii „mare plantă otrăvitoare”, „rădăcina principală a liniei reacționare burgheze” și a fost caricaturizat cu cap de câine și bot de porc. Deng a fost reabilitat, fiind numit din nou vicepremier, la cca un an și jumătate după ce Lin Biao, vicepreședintele PCC, a murit în 1971 în urma unui accident aviatic. În ianuarie 1975 a fost ales vicepreședinte al PCC, iar după două săptămâni șeful Statului Major.
Moștenind o țara măcinată de tarele sociale și economice datorate Revoluției Culturale și altor manevre politice de masă ale erei Mao Zedong, Deng a fost nucleul celei de-a doua generații a conducerii Partidului Comunist Chinez.
Deng spunea că statul chinez se afla în primul stadiu al socialismului și, deci, datoria partidului era să perfecționeze socialismul în stil chinezesc. Această interpretare a marxismului reduce rolul ideologiei în gândirea economică și va duce la decizii politico-economice mult mai eficiente. Renunțând la valorile ideologice comuniste, chiar dacă nu la întreaga moștenire marxist-leninistă, Deng a decretat că „socialismul nu înseamnă împărțirea sărăciei”. Justificarea sa teoretică pentru acceptarea regulilor economiei de piață a fost următoarea: „Planificarea și economia de piață nu reprezintă diferențele esențiale între socialism și capitalism. O economie planificată nu este definiția socialismului, deoarece există planificare și în capitalism; de asemenea, economie de piață există și în socialism. Planificarea și economia de piață sunt amândouă pârghii de control ale activității economice.”
Îmbunătățirea relațiilor cu lumea exterioară a fost al doilea țel important al programului de reforme al lui Deng. Dar cele mai importante schimbări au fost în planul intern, și anume: sociale, politice, și cel mai evident, economice. Scopul reformelor lui Deng a fost exprimat prin „Cele patru direcții de modernizare”: agricultura, industria, știința – tehnologia și armata. Strategia pentru atingerea nivelului de națiune industrializată de tip modern a fost numită „economie socialistă de piață”.
Spre deosebire de alți lideri chinezi, cum ar fi Hua Guofeng, Deng credea că nicio teorie politică nu trebuie respinsă doar pentru că nu era asociată cu Mao, și, spre deosebire de alți lideri mai conservatori, cum ar fi Chen Yu, Deng nu se opunea unor reforme doar pentru că ele respectau principii ale economiei capitaliste. Aceasta flexibilitate în gândire este subliniată de declarații politice cum ar fi: „Nu trebuie să ne fie teamă să adoptam cele mai avansate metode de management aplicate în țările capitaliste... Chintesența socialismului este liberalizarea și dezvoltarea sistemelor de producție... Socialismul și economia de piață nu sunt incompatibile... Trebuie să ne îngrijoreze deviația înspre dreapta, dar cel mai important, trebuie sa ne îngrijoreze deviația spre stânga.”
Deși Deng a asigurat suportul teoretic și politic al reformelor sale, este recunoscut de către istorici că puține dintre ele au fost gândite de el însuși. De exemplu, premierul Zhou Enlai a inițiat cu ani în urmă „Cele patru direcții de modernizare”. În plus, multe reforme au fost implementate de lideri locali sub privirea deseori îngăduitoare a autorităților centrale. Succesul acestor reforme a determinat introducerea lor pe scară din ce în ce mai largă, ajungându-se, în final, la implementarea lor la scară națională. Multe reforme au fost inspirate din experiența „Tigrilor din Estul Asiei” (termen care desemnează economiile din Taiwan, Hong Kong, Singapore și Coreea de Sud). Reiese un contrast izbitor față de modelul perestroika al lui Mihail Gorbaciov, în care majoritatea reformelor au fost gândite de mentorul lor. Implementarea reformelor lui Deng se face de jos în sus, spre deosebire de cazul URSS unde se făcea de sus în jos, ceea ce în final se dovedește un factor de succes.
Reformele lui Deng includ introducerea managementului centralizat de tip planificat al economiei de către tehnocrați cu studii economice, abandonându-se stilul economiei de campanie a lui Mao. Acest tip de management era bazat pe mecanismele pieței, spre deosebire de modelul sovietic.
Deng a încurajat descentralizarea în agricultură și dezvoltarea gospodăriilor individuale. La nivel local, stimulentele materiale și nu discursurile politice au fost folosite pentru motivarea forței de muncă, fiind chiar permis țăranilor să-și vândă produsele obținute din recolta proprie pe piața liberă.
Cea mai importantă mișcare în direcția reformatoare a fost aceea de a permite autorităților locale din orașe și provincii să investească bani în fabricile pe care le considerau cele mai profitabile, ceea ce a dus la dezvoltarea industriei ușoare. Acest lucru va duce la schimbarea strategiei de dezvoltare a economiei chineze spre creșterea industriei ușoare și a exportului producției acesteia. Aceasta era, de altfel, calea optimă de dezvoltare pentru o țară în curs de dezvoltare cu o economie lipsită de capital. Cu o perioadă de dezvoltare scurtă, necesar scăzut de capital de pornire și cerere mare la export, industria ușoară va genera venituri importante, care vor fi reinvestite în unități de producție mai sofisticate si mai moderne. În contrast cu reformele din Iugoslavia și Ungaria, aceste investiții nu erau dictate de guvern. Capitalul investit în industria grea provenea în principal de la bănci, adică din depozitele bancare ale populației.
Aceste reforme au avut un real succes, realizând o adevărată revoluție industrială a Chinei. Ele au reprezentat reversul politicii economice izolaționiste a lui Mao. China a decis să accelereze procesul de modernizare prin mărirea volumului de tranzacții cu exteriorul, în special în scopul obținerii de tehnologie de la țările dezvoltate (Japonia și lumea occidentală). Consecința a fost atingerea țelurilor propuse în Cele patru direcții de modernizare prin atragerea de fonduri de investiții străine și trimiterea de oameni la specializare în management, marketing și tehnologie, ceea ce duce la accelerarea dezvoltării economice.
Deng a înființat o serie de zone economice speciale, unde investițiile străine și liberalizarea pieței au fost încurajate, atrăgând astfel multe companii străine.
Reformele s-au concentrat de asemenea pe îmbunătățirea productivității muncii. Au fost încurajate acordarea de prime în natură și au fost introduse sisteme de prime. Țăranii au fost încurajați să-și vândă surplusul de producție din gospodărie, ceea ce duce la creșterea consumului casnic, deci, la creșterea nivelului de trai, ceea ce constituie un suport politic pentru viitoarele reforme.
În ultimii peste 20 de ani, economia Chinei și-a menținut tendința de dezvoltare accelerată, forța sa economică sporind. În 2003, volumul economic global a situat China pe locul VII în lume, iar volumul comerțului exterior - pe locul IV.
În urma dezvoltării constante a economiei, China a depășit etapa economiei marcate de penurie și a intrat într-o perioadă de abundență materială, fiind soluționate probleme importante pentru sute de milioane de persoane: hrana și îmbrăcămintea.
Deng s-a retras din Biroul Politic în 1987 și a părăsit ultimul său post oficial (președinte al Comisiei Militare de Stat) în martie 1990.
Ca urmare a reformelor lui Deng, China a avut și după moartea sa o creștere economică anuală de 8% având una dintre cele mai mari rate de creștere economică din lume. Inflația din anii de după reprimarea demonstrației de la Tiananmen a fost și ea combătută. Instituțiile politice au devenit o garanție a stabilității după ce Deng a înlocuit în rândul acestora pe țăranii-revoluționari cu tehnocrați cu studii superioare. Problemele sociale s-au atenuat odată cu creșterea nivelului de trai.
Reformele lui Deng au lăsat totuși o serie de probleme nerezolvate. Ca urmare a reformelor sale în direcția unei economii de piață a devenit evident la mijlocul anilor 1990 că multe întreprinderi de stat (aflate în proprietatea guvernului central și nu a autorităților locale) nu erau profitabile și trebuiau închise ca să nu devină adevărate găuri negre ale economiei. Mai mult decât atât, beneficiile reformei din agricultură își epuizaseră cursul, veniturile din agricultură fiind în stagnare, lăsând liderii chinezi în căutarea de noi mecanisme de a dezvolta mediul rural, altfel riscând apariția unor probleme sociale de masă.
Deși a pus la punct un sistem politic bazat pe un partid unic, sistem care a reușit să susțină o creștere economică pe o perioadă foarte lungă, este evident că acest model este departe de a fi demn de urmat, dovadă fiind gravele probleme sociale din China comunistă, probleme care au culminat cu protestele de la Tienanmen din 1989, înăbușite în sânge de armata chineză.

## Distincții
- Ordinul „Steaua Republicii Socialiste România” clasa I, cu eșarfă (20 august 1984) „pentru contribuția deosebită adusă la dezvoltarea colaborării dintre Partidul Comunist Român și Partidul Comunist Chinez, la întărirea prieteniei dintre poporul român și poporul chinez, la promovarea cauzei generale a socialismului, păcii și colaborării internaționale, cu prilejul împlinirii vîrstei de 80 de ani”[10]

## Opera
- Selected works of Deng Xiaoping. (englisch; 3 Bände) Foreign Languages Press, Beijing, 1995/1995/1994.
- Bericht über die Abänderung des Parteistatuts. In: Der VIII. Parteitag der Kommunistischen Partei Chinas, Dokumente, Band I. Verlag für fremdsprachige Literatur, Peking, 1956.
- Die Geschlossenheit des chinesischen Volkes und aller Völker der Welt. Aus Anlaß des 10. Jahrestags der Gründung der Volksrepublik China für die „Prawda“ geschrieben. Verlag für fremdsprachige Literatur, Peking, 1959.
- Rede von Deng Hsiao-ping, dem Leiter der Delegation der Volksrepublik China, auf der Sondertagung der UNO-Vollversammlung (10. April 1974). Verlag für fremdsprachige Literatur, Peking, 1974.
- Ausgewählte Schriften (1975–1982). Verlag für fremdsprachige Literatur, Peking, 1985.
- Nachruf des Genossen Teng Hsiao-ping auf der grossen Trauerfeier zu Ehren des Genossen Tschou En-lai. In: „Roter Morgen“, Zentralorgan der KPD/Marxisten-Leninisten, 31. Januar 1976, S. 9.
- Schlussrede auf dem XI. Parteitag der Kommunistischen Partei Chinas. În: Der XI. Parteitag der Kommunistischen Partei Chinas, Dokumente. Verlag für fremdsprachige Literatur, Peking, 1977.
- Die Reform der Revolution. Eine Milliarde Menschen auf dem Weg. Siedler, Berlin, 1988, ISBN 3-88680-316-3.

## Literatură
- en Benjamin Yang: Deng. A political biography. New York 1998, ISBN 1-56324-722-4.

- en  Richard Evans: Deng Xiaoping and the Making of Modern China. New York 1994, ISBN 0-14-026747-6.
- de  Helmut Schmidt, Frank Sieren: Nachbar China. Helmut Schmidt im Gespräch mit Frank Sieren. Berlin 2006, ISBN 3-430-30004-5
- en  Ezra F. Vogel: Deng Xiaoping and the Transformation of China, Harvard University Press 2011.
- de  Uli Franz Deng Xiaoping, Chinas Erneuerer – Eine Biographie DVA, Stuttgart 1987, ISBN 3-421-06371-0.
- en  David S.G. Goodman Deng Xiaoping and the Chinese Revolution – A Political biography Routledge, London 1994.
- en  Wei Jingsheng Deng Xiaoping In: Time (23. August 1999), Online Arhivat în 7 februarie 2012, la Wayback Machine..
- en  Deng Maomao (Deng Rong): My Father Deng Xiaoping. New York 1995, ISBN 0-465-01625-1
- de  Deng Maomao (Deng Rong): Deng Xiaoping and the Cultural Revolution. A Daughter Recalls the Critical Years. Aus dem Chinesischen von Sidney Shapiro. C. Bertelsmann, New York 2005, ISBN 0-385-51476-X.
- en  Barry Naughton Deng Xiaoping: The Economist In: David Shambaugh (Hrsg.) Deng Xiaoping – Portrait of a Chinese Statesman Clarendon 1995, p. 83–106.
- en  Lucian W. Pye An Introductory Profile: Deng Xiaoping and China’s Political Culture In: David Shambaugh (Hrsg.) Deng Xiaoping – Portrait of a Chinese Statesman Clarendon 1995, p. 4–35.
- en  Jonathan Spence Deng Xiaoping – The Maoist who reinvented himself, transformed a nation, and changed the world In: Time (2006), Online.
- en Jiang Zemin Our Beloved Leader: Speech Given at Deng Xiaoping’s Memorial Meeting In: Asian Affairs, Jahrgang 24, Ausgabe 2 (1997), p. 113–124.